# Sebaea longicaulis
Sebaea longicaulis är en gentianaväxtart som beskrevs av Schinz. Sebaea longicaulis ingår i släktet Sebaea och familjen gentianaväxter. Inga underarter finns listade i Catalogue of Life.